# 克申河
克申河（俄语：Кшень）是俄羅斯的河流，屬於索斯納河的右支流，由庫爾斯克州、利佩茨克州和奧廖爾州負責管轄，河道全長130公里，河水主要來自融雪和雨水，每年十一月至翌年四月結冰。河畔主要聚居地有克申斯基。